# Otto I Karyncki

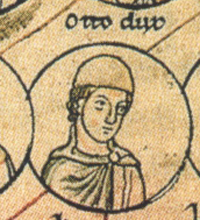

Otto I, zwany Otto von Worms (ur. ok. 948 r.; zm. 4 listopada 1004 r.) – książę Karyntii w latach 978-983 i 995-1002 i hrabia Wormacji od 955.
Otto był jedynym synem Konrada Czerwonego i jego żony Ludgardy córki cesarza Ottona I. Był hrabią Speyergau, Elsenzgau, Kraichgau, Enzgau, Pfinzgau i Ufgau. W 956 r. został hrabią Nahegau, a w latach 978-983 i 995-1002 był księciem Karyntii. W 995 r. po śmierci Henryka Kłótnika otrzymał marchię Werony. Był jednym z kandydatów do korony w 1002 r.
W 977 lub 987 r. założył klasztor św. Lambrechta (obecnie w mieście Lambrecht). Został prawdopodobnie pochowany w Bruchsalu.
W 1002 pokonany przez Arduina w bitwie koło Góry Węgierskiej.

## Małżeństwo i dzieci
Żoną Ottona była Judyta Karyncka (zm. 991 r.). Książę miał czterech synów:
- Henryk ze Spiry (zm. 990-1000) hrabia Wormacji, ∞ Adelajda (zm. zapewne 1039–1046), siostra hrabiów Adalberta i Gerharda z rodu Matfrydów
- Bruno (ur. 972 r.; zm. 999 r.) – papież Grzegorz V
- Konrad I Karyncki (zm. 1011 r.) – książę Karyntii, ∞ ok. 1002 Matylda Szwabska (ur. zapewne 988 r.; zm. 1031–1032), córka księcia Hermana II z dynastii Konradynów
- Wilhelm (zm. 1047 r.) – biskup Strasburga